# 钮永建
钮永建（1870年3月9日—1965年12月23日），字惕生，又字孝直，筆名鐵生，江蘇省松江府上海县马桥镇俞塘人，中華民國政治人物。

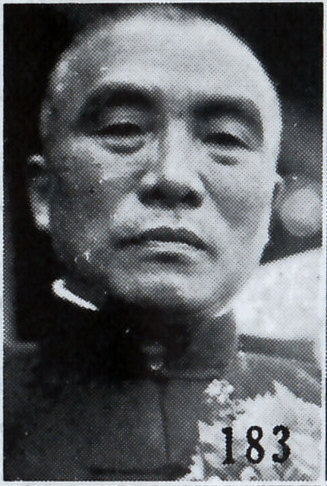
《最新支那要人传》中的钮永建照片

## 生平
1870年3月9日，鈕永建生於上海縣馬橋鎮俞塘，行四。祖父鈕元蒸系太學生；父親鈕世章是舉人，創辦吳會書院；母親徐惠容是浙江布政使徐恕玄孫女。1875年，父親同李金鏞北上賑災，隔年，鈕永建進入吳會書院就讀。1877年，父親短暫做了一年保定知縣因病返鄉。1885年，鈕永建未能考中院試。

### 革命派的活動
1889年，再應院試中秀才，經導師楊頤的推薦，被江蘇學政黃體芳調入江蔭南菁書院師從繆荃孫和黃以周，結識吴稚暉、王仁俊、田其田等人。1892年，南菁書院学生与江蔭县知县发生紛争，鈕永建、吴稚暉退学。1893年，參加恩科乡試中舉，转入上海正经書院。1896年，憤於甲午戰敗，入湖北武備学堂陸軍科學習，結識吳祿貞和劉成禺。在校兩年半間，接受德国式军事教育，受到梁鼎芬賞識。1898年7月，毕业後暫留武昌，10月，回到上海在經元善所辦義學齋教學，後轉任經正女學和南洋公學。
1899年，被梁鼎芬邀請到武昌考中官費留學，11月，回鄉在吳會書院開辦新式學堂。1900年初，抵達東京，因船期延誤未能入陸軍士官学校，所以一邊補習日文一邊組織江蘇同鄉會。1901年6月，經吳祿貞和程家檉引薦在横浜见到孫文，並介绍吳稚暉同孫文認識。12月，应两广总督陶模招聘，與吳稚暉歸國幫忙籌辦广東武備学堂。1902年秋，返回東京，與史久光创办《江蘇》杂志，从事革命派的宣传活动，結識鄒容。
1903年3月，大阪萬國博覽會開幕，經陶成章介紹拉攏徐錫麟加入光復會。4月29日，鈕永建、藍天蔚、黃興、方聲洞、湯爾和等人組織拒俄义勇队。5月28日，鈕永建回上海，在張園組織集會。其后因受到清朝关注，組織被迫解散。7月5日，義勇隊同人改组为軍国民教育会，继续开展活動。1904年初，赴武昌在湖北武備學堂工作。1905年8月，應好友庄蕴宽之邀前往梧州。年末，加入中国同盟会。1906年，庄蕴宽調任桂林兵備道總辦，鈕永建任兵備道帮办，籌辦广西講武堂及广西陸軍小学，兼任两校总监。1907年初，在龍州任廣西陸軍步兵教導團長，總教官是蔡鍔。6月，準備鎮南關起義。1908年10月，去日本考察參觀陸軍士官学校，吸收中國學生。
1909年初，鈕永建組訓廣西新軍，12月，革命黨身份暴露流亡香港。隔年，轉赴德国学习軍事。1911年10月，在上海加入陳其美的組織，负责中国同盟会、光復会、上海商团的联络工作。11月3日，清朝方面逮捕陳其美，被鈕永建率决死队救出。11月4日，上海革命派起义成功，上海光复。沪軍都督府成立后，鈕永建任軍務部長，到松江和蘇州支援起义。12月，聯軍攻克南京，被任命为江蘇都督府参謀次長，參與南北和談。

### 在中国国民党的活動
中華民国成立后，鈕永建升任参謀本部参謀副長（参謀总長黄興）。袁世凱就任臨時大总统后，鈕永建随孫文去职，此后随孫文行動。1913年，二次革命爆发，鈕永建在上海参加，失败后逃往日本。
在日本，鈕永建参与组织中華革命党。因孫文同黄興发生路线矛盾，和二人关系都很深的鈕永建未参加中華革命党，而是再度留学德国。1915年10月归国，在上海参加討袁活動。1916年5月，陳其美遭暗殺后，鈕永建主持葬礼。10月31日，北京政府授与陆军中将，是日黄兴病死上海，鈕永建与孙文等人操办葬礼，任庶务主任。
1917年9月，参加孫文的護法战争。1918年初，受孫中山委任出仕护法軍政府参謀次長，兼任廣東兵工廠督辦。在陸榮廷取得護法軍政府主導權後，將鈕永建的軍職撤銷，其兵工廠督辦由陸榮廷之親信馬濟接任。1918年12月26日，在廣州遭到殺手槍擊，子彈擊中臀部，因非要害傷口故很快痊癒。1919年，鈕永建因舊病復發離開廣州，回到上海養病。病癒後，追随孫文从事各種事務、工作，并加入中国国民党。1924年冬，随孫文赴北京，孫文死后守灵。1926年7月，任国民革命軍总司令部参議，在上海从事後方活動，極力維持國共合作，協助國民革命軍攻佔上海。四一二事变之前，一度下野。

### 国民政府時期
1927年4月18日，南京国民政府成立，鈕永建被任命为国民政府秘書長。后来调任江蘇省政務委員会委員兼民政厅長。同年11月，採用省政府主席制，鈕永建出任第一任江蘇省政府主席。鈕永建統治堅实，获评价较高，在治安維持、財政整理、教育振興等方面均有成绩。同时，对中国共产党的追究和取缔十分严厉。
1931年3月，改任行政院内政部代理部長。此後，历任考試院副院長、銓叙部部長、国民政府政務官懲戒委員会委員長。

### 中華民國政府時期
第二次国共内战国民党敗北，鈕永建随蒋介石前往台湾。此后担任中国国民党中央評議会委員、典試委員長。1952年，引退，被蔣介石聘為總統府資政。1957年，再度当选中央評議委員。1958年，參與創辦中原理工學院並任董事長
1965年12月23日，鈕永建在美国纽约病逝，享年96岁。安葬於芬克里夫墓園，隔年3月18日在臺北強恕中學禮堂舉行追思禮拜，蔣介石夫婦贈送了花圈。